# Pratt & Whitney PW4000
I Pratt & Whitney PW4000 compongono una famiglia di motori aeronautici turboventola ad alto rapporto di diluizione destinati all'uso civile prodotti dall'azienda statunitense Pratt & Whitney.
Certificati per una gamma di spinta nell'intervallo 52 000–90 000 lbf (230–400 kN), i PW4000 sono stati realizzati per sostituire i P&W JT9D in servizio dagli anni sessanta.
I PW4000 si dividono in tre principali sottofamiglie differenziate tra loro dal diametro della ventola, 94 in (240 cm), 100 in (250 cm) e 112 in (280 cm), inoltre detengono il primato di essere state le prime turboventole ad alto rapporto di diluizione ad utilizzare un sistema "Dual FADEC".

## Varianti

### PW4000-94
Gamma di spinta: 52.000 lbf - 62.000 lbf (231,31 kN - 275,79 kN) · 
Diametro ventola: 94 in (238 cm)
- PW4052
- PW4056
- PW4060
- PW4062
- PW4062A
- PW4152
- PW4156A
- PW4156
- PW4158
- PW4460
- PW4462

### PW4000-100
Gamma di spinta: 64.500 lbf - 70.000 lbf (286,91 kN - 311,38 kN) · 
Diametro ventola: 100 in (254 cm)
- PW4164
- PW4168
- PW4168A
- PW4170

### PW4000-112
Gamma di spinta: 74.000 lbf - 90.000 lbf (329,17 kN - 400,34 kN) · 
Diametro ventola: 112 in (284,48 cm)
- PW4074/74D
- PW4077/77D
- PW4084/84D
- PW4090
- PW4098 (98.000 lbf (435,925718 kN)[3]

## Velivoli utilizzatori
- PW4000-94: Boeing 747-400 ·  Boeing 767-200/-300 ·  Boeing MD-11 ·  Airbus A300-600 ·  Airbus A310-300
- PW4000-100: Airbus A330-300 ·  Airbus A330-200 ·  Airbus A330-200F
- PW4000-112: Boeing 777-200 ·  Boeing 777-200ER ·  Boeing 777-300